# Hans Heinrich Kühl
Hans Heinrich Kühl (* 25. Januar 1907 in Blankenese, Provinz Schleswig-Holstein; † 17. September 1974 in Kappeln) war ein deutscher Verwaltungsjurist und Politiker.

## Leben
Kühls Eltern Hans Kühl und seine Frau Elisabeth, geb. Grünler, waren in Krieseby ansässig. An der Albert-Ludwigs-Universität Freiburg begann Kühl Rechts- und Staatswissenschaft zu studieren. Am 12. Dezember 1926 wurde er im Corps Hasso-Borussia Freiburg recipiert. Zum 4. Semester wechselte er an die Ludwig-Maximilians-Universität München, zum 5. an die Christian-Albrechts-Universität zu Kiel. Er bestand 1931 das erste Staatsexamen und begann das Referendariat in Kappeln.
Dort lernte er seine spätere Frau, die Landarzttochter Maria Splied, kennen. 1932 wurde er in Freiburg zum Dr. iur. promoviert. Die weiteren Referendarjahre verbrachte er in Berlin. Nachdem er 1934 am Kammergericht die Assessorprüfung bestanden hatte, trat er in eine Berliner Anwaltskanzlei ein. Den Zweiten Weltkrieg überstand er als Regimentsadjutant eines Infanterieregiments.
In Berlin zweimal ausgebombt, zog er mit seiner Familie nach Kappeln. Nachdem er sich dort drei Jahre als Wald-, Torf- und Gartenarbeiter verdingt hatte, erhielt er die Zulassung als Rechtsanwalt. Als Mitglied der CDU Schleswig-Holstein in den Kreistag des Kreises Schleswig gewählt, führte er den Ausschuss für Verkehr und Wirtschaftsförderung.
In einer Kampfabstimmung wurde er 1957 zum Landrat gewählt. Nach Ablauf der sechsjährigen Amtsperiode wurde er für die Zeit bis zur Pensionierung – nunmehr einstimmig – wiedergewählt. 1972 starb seine Frau. Als Pensionär zog er wieder nach Kappeln. Mit 67 Jahren erlag er einem Bronchialkarzinom.

## Ehrungen
- Freiherr-vom-Stein-Medaille (Schleswig-Holstein)

## Werke
- mit Hans Hoffmann: Der Landkreis Schleswig im Bild. Wolff, Schleswig 1967.